# Joseph Willy Romélus
 (12 août 2025).
Le texte peut changer fréquemment, n’est peut-être pas à jour et peut manquer de recul. N’hésitez pas à participer, en veillant à citer vos sources.
Joseph Willy Romélus, né le 17 janvier 1931 à Arniquet (Haïti) et mort le 12 août 2025 dans la même ville, est un évêque haïtien, évêque émérite de Jérémie d'août 2009 à sa mort.

## Biographie
Il est ordonné prêtre le 13 juillet 1958 pour le diocèse des Cayes.  
Le 26 avril 1977, il est nommé évêque de Jérémie. Il est consacré le 26 juin suivant par le Mgr François-Wolff Ligondé, archevêque de Port-au-Prince. Il se retire le 6 août 2009 à plus de 78 ans. 
Joseph Willy Romélus meurt à Arniquet le 12 août 2025 à l’âge de 94 ans.